# Śmierć Tariełkina

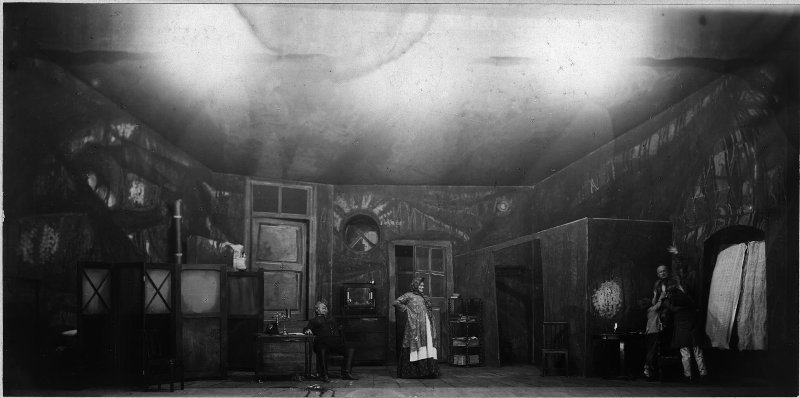
Inscenizacja Śmierci Tarełkina w Teatrze Aleksandryjskim w Sankt-Petersburgu (1917).

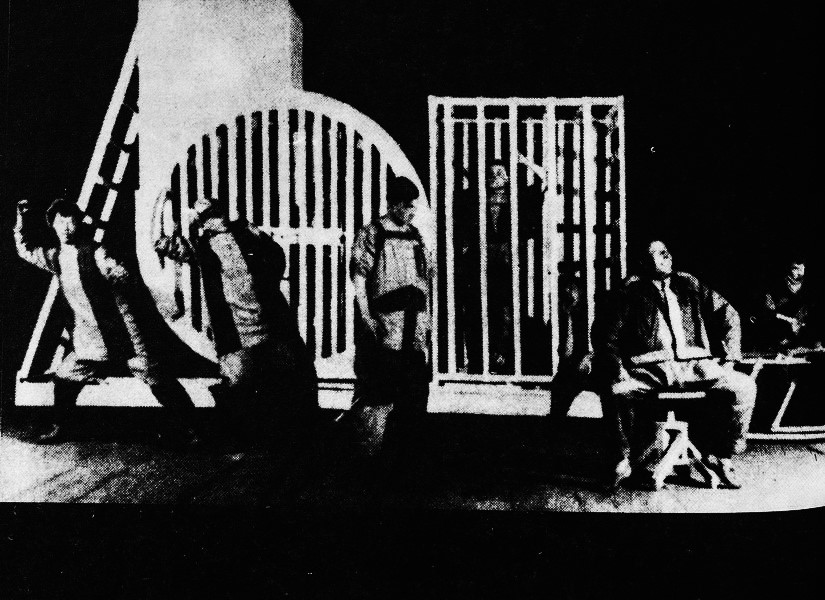
Inscenizacja Śmierci Tarełkina w Rosyjskim Uniwersytecie Sztuki Teatralnej (1922).

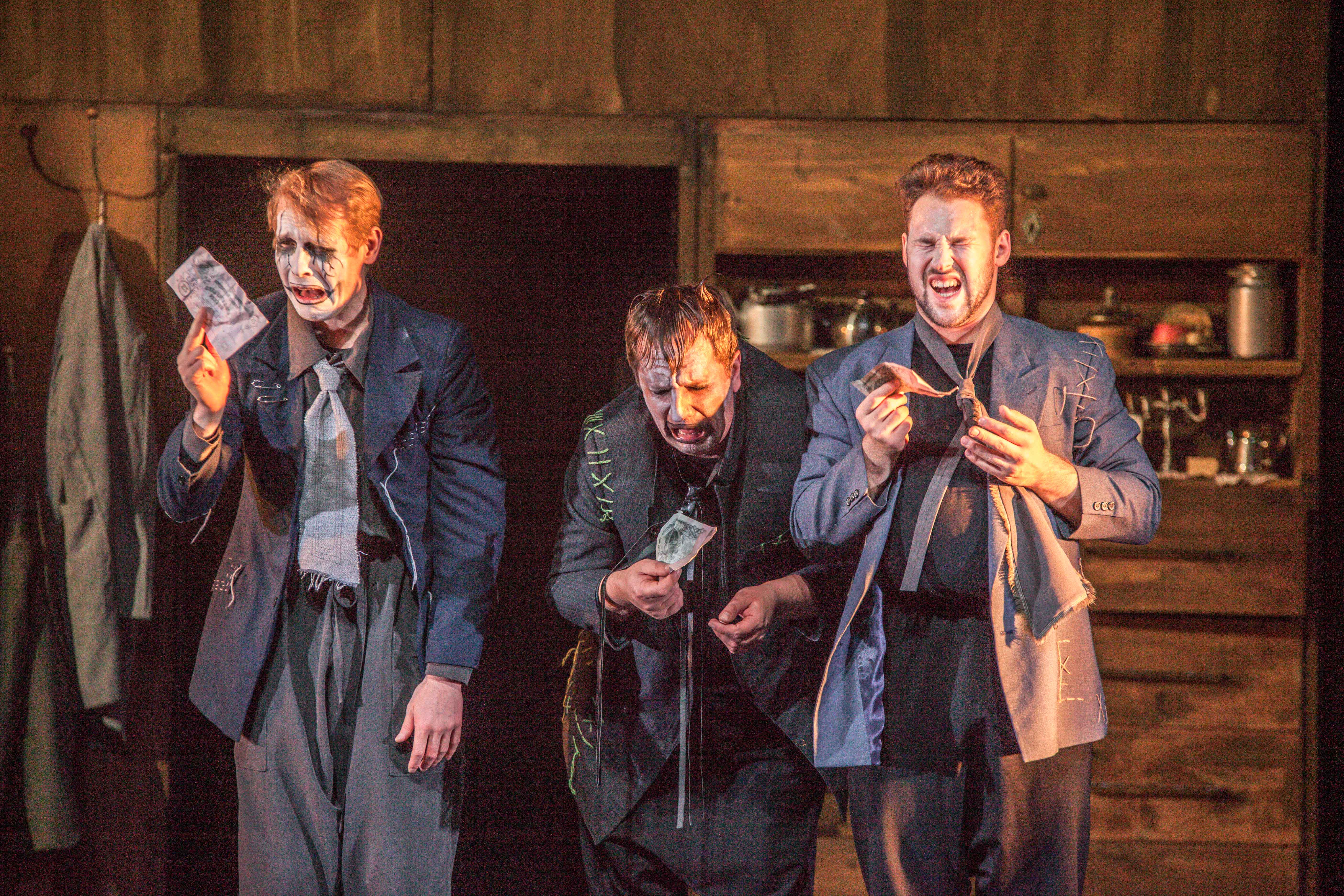
Inscenizacja Śmierci Tarełkina w Moskiewskim Akademickim Teatrze Muzycznym imienia Stanisławskiego i Niemirowicza-Danczenki (2023)

Śmierć Tariełkina (także Śmierć Tarełkina, ros. Смерть Тарелкина) – komedia Aleksandra Suchowo-Kobylina napisana w 1869. Prapremiera odbyła się w 1899.

## Treść
Tytułowym bohaterem jest urzędnik rosyjski posiadający liczne długi. Aby się od nich uwolnić postanawia sfingować własną śmierć a następnie podszyć się pod starego Kopyłowa, który akurat zmarł. Ponieważ Tarełkin mieszkał wspólnie z Kopyłowem, zna doskonale jego gesty, mimikę i sposób bycia, a do tego jest utalentowanym naśladowcą. Mistyfikacja idzie zatem początkowo świetnie, niestety Tarełkin zostaje wkrótce zdemaskowany, a wówczas komedia zmienia się w tragedię.

## Ekranizacja
- Веселые Расплюевские дни (1966, reż. Erast Garin, Khesya Lokshina)[2][3][4]

## Śmierć Tariełkinaw Polsce

### Przekład
Utwór na język polski przełożył Bohdan Korzeniewski.

### Inscenizacje (wybór)[5]
- Teatr Rozmaitości w Warszawie (1948, reż. Bohdan Korzeniewski)
- Teatr 7.15 w Łodzi (1961, reż. Bohdan Korzeniewski)
- Bałtycki Teatr Dramatyczny im. Juliusza Słowackiego (1965, reż. Lech Komarnicki)
- Teatr im. Stefana Żeromskiego w Kielcach (1966, reż. Wojciech Krakowski)
- Teatr im. Wojciecha Bogusławskiego w Kaliszu (1972, reż. Izabella Cywińska)
- Teatr Nowy w Poznaniu (1973, reż. Izabella Cywińska)
- Teatr Dramatyczny w Warszawie (1975, reż. Bohdan Korzeniewski)
- Lubuski Teatr Dramatyczny im. Leona Kruczkowskiego (1986, reż. Marek Chełminiak)

### Spektakle telewizyjne
- Śmierć Tarełkina (1973, reż. Izabella Cywińska)[6][7]
- Śmierć Tarełkina (1981, reż. Wiesław Wodecki)[8][9]
- Śmierć Tarełkina (1993, reż. Izabella Cywińska)[10][11]

### Odtwórcy głównej roli
W roli Tarełkina/Kopyłowa wystąpili m.in.: Henryk Giżycki, Gustaw Lutkiewicz, Janusz Michałowski, Tadeusz Morawski, Igor Przegrodzki, Mariusz Szaforz i Jacek Woszczerowicz.